# Zielgerät 1229夜視狙擊鏡

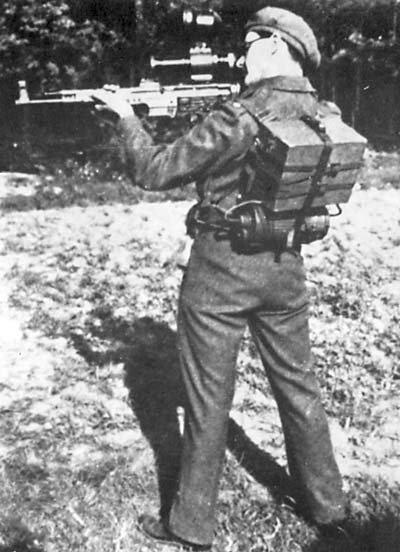
英軍士兵示範裝在StG44突擊步槍上的Zielgerät ZG 1229

Zielgerät 1229 「吸血鬼」 1229 (ZG 1229)是二次大戰納粹德國國防軍為StG44突擊步槍開發配套使用的一種主動紅外線夜視狙擊鏡，一名裝備ZG 1229狙擊鏡的德軍擲彈兵士兵以「Nachtjäger」暗夜獵兵外號為人所知。

## 設計
ZG 1229重2.26公斤，在蘇爾海內爾的工廠裡跟一個凸耳臂座裝配於StG44突擊步槍上。還有一個重達 13.59 公斤（30.0 磅）的木殼電池，以及安裝在防毒面具容器內的第二個電池，用於為圖像轉換器供電。這一切都綑綁固定在一個 Tragegestell 39包裝框架上。照射燈由傳統的鎢絲光源組成，該光源通過濾光片只放射出紅外線。感測器在近紅外線(NIR)光譜下工作，而不是在遠紅外線(MIR & FIR)光譜中工作，因此對體熱不敏感。
產生的圖像被描述為非常明亮和良好的對比度，最遠可以辨別出73公尺（80 碼）站立的人，尤其是在移動時。然而，報告表明ZG 1229裝置非常脆弱，被認為對於攻擊情況來說太麻煩了。

## 使用狀況
1945年2至3月間裝甲擲彈兵成功地測試了用於輕兵器的紅外線瞄準裝置，配備ZG 1229的StG44步槍僅在戰爭的最後幾個月才開始部署，大多數研究人員都認為，就這種類型瞄準具戰鬥使用狀況沒有可靠的資訊參考。
類似的紅外線裝備（FG 1250）安裝在豹式戰車和SdKfz 251半履帶車的機槍上。